# Jānis Andriksons
Jānis Valenti Andriksons (ur. 17 marca 1912 w Vecpiebalga, zm. 22 września 1967 w Norandzie w Quebecu) – łotewski panczenista, olimpijczyk. Reprezentant klubu US Ryga.
Uczestnik igrzysk olimpijskich w Garmisch-Partenkirchen. W biegu na 500 m zajął 16. miejsce (na tym samym miejscu znalazł się również Japończyk Seitoku Ri), na 1500 m był 23. (ex aequo z tym samym zawodnikiem), zaś na 5000 m osiągnął 30. pozycję. W 1935 został mistrzem świata studentów w wieloboju. W 1936 uczestniczył w mistrzostwach świata, w których nie dostał się do szerokiego finału. Mistrz Łotwy w wieloboju z 1933 i 1934 roku
Absolwent Uniwersytetu Łotwy. Po II wojnie światowej osiedlił się w Kanadzie, w której pracował jako inżynier górnictwa. 
Rekordy życiowe: 500 m – 45,0 (1936), 1500 m – 2:28,0 (1935), 5000 m – 9:09,8 (1935), 10000 m – 18:57,3 (1939).